# 汪翰章
汪 翰章（おう かんしょう、1898年 – 1947年〈民国36年〉1月24日）は、中華民国の法学者・官僚。別号は馨香。南京国民政府（汪兆銘政権）では司法行政部政務次長や社会福利部次長などの要職をつとめ、特工総部主要幹部の1人でもあった。

## 事績
北京法政大学を卒業し、北京大学で法学士の称号を取得した。曁南大学政治経済学系教授、大東書局法制部編輯主任兼法律函授学社社長、私立持志学院法律系教授を歴任。 1940年（民国29年）1月、上海各大学教職員聯合会執行委員に選出され、総務組長を兼任した。
同年3月30日、南京国民政府（汪兆銘政権）が成立すると、汪翰章は司法行政部（部長：李聖五）政務次長に抜擢され、更に法官訓練所所長を兼任した。（汪派）中国国民党では中央監察委員会監察委員候補に選出され、中央執行委員会特務委員会特工総部軍法処長兼審訊室主任、顧問にも就任している。
1941年（民国30年）8月19日、汪翰章は全国経済委員会委員に転じ（司法行政部政務次長の後任は汪曼雲）、翌1942年（民国31年）4月11日には社会行動指導委員会委員に移った。1943年（民国31年）1月28日、全国経済委員会委員に再び任命され、1944年（民国33年）11月2日には国民政府政務参賛となる。政権最末期の1945年（民国34年）6月8日には社会福利部次長として任命された。
汪兆銘政権崩壊後、汪翰章は漢奸として南京で逮捕された。翌1946年（民国35年）8月21日、首都高等法院で懲役12年、公民権剥奪10年の判決を下されている。1947年（民国36年）1月24日、南京市の獄中で病没。享年50。

## 著作
〔主編〕
- 『法律大辞典』（上海世界書局、1934年）[1] ※陳頤が注釈・校訂を行った新版もある（上海人民出版社、2014年）

〔翻訳〕
- 高柳賢三『法律哲学原理』（大東書局、1931年。原著は1929年）[1]